# CD Godoy Cruz
Der Club Deportivo Godoy Cruz Antonio Tomba ist ein Erstligaklub aus Mendoza. Seit der Saison 2008/09 spielt der Verein in der Primera División. In Argentinien ist der Verein als „El Tomba“ oder „El Expreso“ bekannt. Godoy Cruz ist der größte Verein in der Region Cuyo.

## Geschichte
1921 entstand in Mendoza in der Bar Victoria die Idee, einen Sportverein zu gründen. Am 21. Juni 1921 wurde zunächst der Club Sportivo Godoy Cruz gegründet, und Romeo Garay zum ersten Präsident. In den Folgejahren entwickelte sich der Verein zu einem der besten Fußballvereine der Region und Boxen, Schach und Radsport konnten in das Vereinsprogramm aufgenommen werden. 1923 wurde schließlich der Club Sportivo Godoy Cruz mit dem Club Deportivo Bodega Antonio Tomba fusioniert, damit ein Verein mit besseren Möglichkeiten entstehen konnte. Zusätzlich wurde fortan Basketball im neuen Verein betrieben. Durch die verbesserten finanziellen Möglichkeiten im neuen Verein Club Deportivo Godoy Cruz Antonio Tomba konnte schon am 1. November 1923 der Bau eines neuen Sportgeländes realisiert werden. Es wurde ein 11.000 Zuschauer fassendes Stadion erbaut, außerdem auch Tennisplätze, eine Basketballhalle und ein Bocciafeld. Diese neue Sportanlage war eine der modernsten im damaligen Argentinien. Auf Grund der professionalisierten Bedingungen entwickelte sich „El Tomba“ gemeinsam mit Independiente Rivadavia zu den besten Vereinen Mendozas. Dies führte zu der bis heute anhaltenden Rivalität beider Vereine. 
Unter der Präsidentschaft des ehemaligen Boxtrainers Feliciano Gambarte erreichte der Verein neue finanzielle Dimension auf Grund vieler neuer Mitglieder. Am 3. Oktober 1959 konnte das heutige Stadion Feliciano Gambarte fertiggestellt werden. Allerdings gelang es dem Verein bis zum Aufstieg 2006 nicht, den Schritt in die höchste argentinische Spielklasse zu machen. So erreichte der Verein viele lokale Erfolge, aber nicht mehr. 2006 gelang schließlich der erlösende Schritt in die Primera Division, der ersten argentinischen Spielklasse. In zwei Entscheidungsspielen konnte Nueva Chicago nach einem 1:1 im Hinspiel mit 3:1 nach Verlängerung in Mendoza geschlagen werden. Tanque Gimenez, der bis heute in Mendoza hohe Wertschätzung genießt, war mit seinen beiden Treffern im letzten Spiel der entscheidende Mann. Nach dem Aufstieg strömten 40.000 Menschen ins Zentrum Mendozas, um den Aufstieg zu feiern. In der Primera Division konnte sich der Verein nicht etablieren und so stieg „El Tomba“ nach verlorener Relegation gegen Huracán wieder ab. Allerdings gelang der sofortige Wiederaufstieg, sodass Godoy Cruz 2008/2009 wieder in der Primera Division spielte. 
Am 14. Dezember 2011 erklärte der bisherige uruguayische Trainer Jorge da Silva trotz Qualifikation für die Copa Libertadores seinen Rücktritt. Heiligabend 2011 wurde Nery Pumpido als Nachfolger präsentiert.

## Fans & Name
Der Verein wird gemeinhin „El Expreso“, „El Bodeguero“ oder auch „El Tomba“ genannt. Durch die Fusion im Jahr 1923 entwickelte sich der Verein zu einer Fußballmacht in Mendoza, weshalb die Bezeichnung „El Expreso“ entstand. Die Bezeichnung „El Bodeguero“ oder „El Tomba“ hat dagegen mit der Person Antonio Tomba zu tun. Antonio Tomba wurde 1849 in Italien geboren und ist bis heute eine bedeutende Persönlichkeit in Godoy Cruz, da er unter anderem dem Weinbau nach Mendoza brachte. Er brachte aus Italien das notwendige Know-how mit, um die günstigen Bedingungen in Mendoza auszuschöpfen. In Godoy Cruz blieb er nicht nur deswegen in guter Erinnerung, sondern auch weil er den Bau eines Krankenhauses und die Gründung des Sportvereins „Club Deportivo Bodega Antonio Tomba“ herbeiführte.

## Stadion
In der Nacional B, der zweiten argentinischen Liga, spielte Tomba nahezu immer im Estadio Feliciano Gambarte, das 21.000 Zuschauer fasst. Allerdings wechselte der Verein für wichtige Spiele fast immer in das Estadio Malvinas Argentinas, das 1978 für die Weltmeisterschaft in Argentinien gebaut wurde, und 40.268 Zuschauer fasst. In der Primera Division spielte Tomba bislang auch nur im Estadio Malvinas, da das Interesse der Mendocinos wesentlich größer ist als zuvor.

## Spieler
- Daniel Giménez (2002, 2004–2006)
- Wilder Cartagena (seit 2020)

## Trainer
- Sergio Batista (2007)
- Omar Asad (2010)
- Jorge da Silva (2010–2011)
- Nery Pumpido (2012)[3]
- Jorge Almirón (2013–2014)[4]
- Carlos Mayor (2014)[5]